# Abouzar Rahimi
Abouzar Rahimi (Kordkuy, 17 settembre 1981) è un ex calciatore iraniano, di ruolo centrocampista.